# Nederlandsche Ornithologische Vereeniging
De Nederlandsche Ornithologische Vereeniging (NOV) was een Nederlandse vereniging van vogelkundigen, opgericht in 1901.
De vereniging werd opgericht in een periode dat de vogelstudie populairder werd, onder meer door het beschikbaar komen van de benodigde optische instrumenten.  Al eerder waren in Nederland opgericht de Nederlandse Botanische Vereniging, de Nederlandse Dierkundige Vereniging en de Nederlandse Entomologische Vereniging.
De NOV was een vereniging die professionele en amateurvogelkundigen bij elkaar wilde brengen om de vogelstudie te beoefenen. Natuurstudie was vooral verzamelen, afbeelden en systematiseren.
Het eerste bestuur bestond uit René Charles baron Snouckaert van Schauburg (voorzitter), Johann Büttikofer (vice-voorzitter), Coenraad Kerbert (penningmeester), Jan Ritzema Bos (waarn. secretaris) en Jac. P. Thijsse (secretaris).
In 1904 verscheen de eerste aflevering van "Nederlands Ornithologische Vereeniging. Verslagen en Mededeelingen." Het bevatte verslagen van de vergaderingen van de vereniging sinds de oprichting in 1901, en daarnaast, als bijlage, de letterlijke weergave van de voordrachten, uitgesproken op de vergaderingen. Bijvoorbeeld de eerste, over de klapekster (Lanius excubitor), door Mr. R. Baron Snouckaert van Schauburg
In totaal verschenen tussen 1904 en 1909 zes Verslagen en Mededeelingen.
Vervolgens verscheen gedurende twee jaar het Jaarboekje der Nederlandsche Ornithologische Vereeniging.
Sinds 1912 publiceerde de NOV het tijdschrift Ardea. Dit wetenschappelijke tijdschrift bestaat anno 2022 nog steeds.

## Vogelbescherming
De vereniging richtte zich niet alleen op vogelstudie maar was vanaf het begin betrokken bij vogelbescherming. Dit laatste leidde echter tot een conflict tussen twee belangrijke bestuursleden, Jac.P. Thijsse en Snouckaert van Schauburg. Snouckaert zag niet veel in vogelbescherming en wilde juist de jacht veel ruimte geven. Hij stapte uit de vereniging en richtte de Club van Nederlandse Vogelkundigen op. Later, in 1957, volgde een fusie en ontstond de Nederlandse Ornithologische Unie. 